# Kom Med Mig
Kom Med Mig er navnet på Jimmy Løndorf & Springerne' andet album, som udkom i 2006.

## Spor
| #   | Titel            | Længde |
| --- | ---------------- | ------ |
| 1.  | "Katja"          | 3:53   |
| 2.  | "Kom med mig"    | 3:58   |
| 3.  | "Psykolog"       | 2:55   |
| 4.  | "Rosernes Duft"  | 4:54   |
| 5.  | "Endeløsedag"    | 4:05   |
| 6.  | "Yeah Hey Yeah"  | 4:46   |
| 7.  | "Arveliderlig"   | 4:18   |
| 8.  | "Dig og din mor" | 4:52   |
| 9.  | "Åh Yeah"        | 3:24   |
| 10. | "Kommer hjem"    | 5:00   |

Hvis intet andet er angivet er tekst og musik af Jimmy Løndorf & Springerne.